# موارو، بوروندی
موارو (به سواحیلی: Mwaro) شهری در استان موارو واقع در کشور بوروندی است که در سال ۱۹۹۰ میلادی k.A. نفر جمعیت داشته و جمعیت آن در سال ۲۰۰۵ میلادی به ۴٫۹۲۴ نفر رسیده‌است.